# Taterillus arenarius
Il taterillo di Robbins (Taterillus arenarius  Robbins, 1974) è un roditore della famiglia dei Muridi diffuso nell'Africa occidentale.

## Descrizione
Roditore di piccole dimensioni, con la lunghezza della testa e del corpo tra 110 e 142 mm, la lunghezza della coda tra 141 e 155 mm, la lunghezza del piede tra 29 e 32 mm, la lunghezza delle orecchie tra 20 e 23 mm e un peso fino a 66 g.

Le parti superiori variano dal bruno-giallastro al bruno-grigiastro, con la base dei peli grigio scura. Le parti superiori della testa sono dello stesso colore del dorso. Le parti ventrali e le zampe sono bianche. Sono presenti degli anelli e delle macchie bianchi intorno agli occhi e alla base posteriore di ogni orecchio.  Le guance e i fianchi sono color cannella. Le orecchie sono lunghe, dello stesso colore del dorso e praticamente prive di peli. Le vibrisse sono lunghe e sia bianche che marroni scure. La coda è più lunga della testa e del corpo, color cannella sopra e gradualmente bianca inferiormente verso l'estremità, dove è presente un ciuffo di lunghi peli brunastri. Il cariotipo è 2n=30/31 FNa=36.

## Biologia

### Comportamento
È una specie terricola e notturna.

### Alimentazione
Si nutre di granaglie.

## Distribuzione e habitat
Questa specie è diffusa nella Mauritania, Mali e Niger meridionali.
Vive nelle pianure sabbiose e argillose e nelle dune stabili.

## Conservazione
La IUCN Red List, considerato il vasto areale, la popolazione numerosa e la mancanza di serie minacce, classifica T.arenarius come specie a rischio minimo (Least Concern).